# خارج از محدوده (مجموعه تلویزیونی)
خارج از محدوده نام یک مجموعه تلویزیونی ایرانی به کارگردانی «حسن خیاط‌باشی» است که در سال ۱۳۵۴ از تلویزیون ملی ایران پخش شد.

## خلاصه داستان
این مجموعه نمایشی، از بخشهایی کوتاه تشکیل شده بود و با نگاهی طنزآمیز، به نقد مناسبات اجتماعی می‌پرداخت.
مسائلی از قبیل: ترافیک، گرانی، صف اتوبوس، کمبود تاکسی، بسازوبفروشی و غیره، دستمایهٔ اصلی این مجموعه نمایشی تلویزیونی بود.

## بازیگران و عوامل تولید

### بازیگران
- حسن خیاط‌باشی
- منوچهر آذری[۲]
- علی‌رضا جاویدنیا[۳]
- محسن یوسف‌بیک[۲]
- فرهنگ مهرپرور[۴]

### عوامل تولید
- کارگردان: حسن خیاط‌باشی
- نویسندگان: حسن خیاط‌باشی و صادق عبداللهی
- محصول: تلویزیون ملی ایران
- سال تولید و پخش: ۱۳۵۴